# Tráfico de escravos para o Brasil
Tráfico de escravos para o Brasil refere-se ao período da história em que houve uma migração forçada de africanos para as colônias portuguesas da América, de meados do século XVI até meados do XIX. Africanos, portugueses, holandeses, ingleses e brasileiros dominaram um comércio que envolveu a movimentação de mais de 5 milhões de pessoas.
Portugueses e brasileiros foram de longe os que mais traficaram escravos para as Américas. Conforme explica Laurentino Gomes, baseado em informações do slavevoyages.org, eles foram responsáveis pelo transporte da 5,8 milhões de indivíduos, quase metade do total de 12,5 milhões embarcados para a América. Em segundo lugar vêm os britânicos, com 3,2 milhões. Em seguida,  mais distantes, vêm os franceses, com 1,4 milhões, os espanhóis, com 1,1 milhão, e os holandeses, com 500 mil.

## História
Já existiam modelos de escravidão em algumas regiões do continente africano na época das grandes navegações europeias, porém incomparáveis, em termos de magnitude, violência e exploração, ao sistema escravocrata europeu. Os portugueses começaram o seu contacto com os mercados de escravos africanos para resgatar cativos civis e militares desde o tempo da Reconquista (ver: Escravidão branca). Nesta época, o alfaqueque era a pessoa que tinha, por missão, tratar do resgate de cativos.
Se dividiu em quatro fases:
1. Ciclo da Guiné (século XVI) — o tráfico tinha origem os portos do noroeste da África, como os de Senegal, Gâmbia e Guiné-Bissau
2. Ciclo de Angola (século XVII até o fim do tráfico) — foram trazidos cativos sobretudo do sudoeste da África. A maior parte dos cativos foram trazidos daí.
3. Ciclo da Costa da Mina (século XVIII) — traficou iorubás, jejes, minas, hauçás, tapas e bornus. Os responsáveis por esse ciclo foram principalmente os baianos.
4. Ciclo de Moçambique (a partir do século XIX).

## O móbil do tráfico — o Ciclo do Açúcar
Os primeiros escravos negros chegaram ao Brasil entre 1539 e 1542, na Capitania de Pernambuco, primeira parte da colônia onde a cultura canavieira desenvolveu-se efetivamente. As várias epidemias que, a partir de 1560, dizimaram os escravos índios em proporções alarmantes, fizeram com que a que Coroa portuguesa criasse leis que proibissem, de forma parcial, a escravatura de índios, isto é, "proibiam a escravização dos índios convertidos e só permitiam a captura de escravos através de guerra justa contra os índios que combatessem ou devorassem os Portugueses, ou os Índios aliados, ou os escravos; esta guerra justa deveria ser decretada pelo soberano ou pelo Governador Geral". Outras adaptações desta lei surgiram mais tarde.
A subsequente falta de mão de obra levou a que se decidisse introduzir mão de obra de outra origem.
Quanto aos holandeses, a partir de 1630, começaram ocupar as regiões produtoras de açúcar no Brasil, e, para suprir a falta de mão de obra escrava, em 1638 lançaram-se na conquista do entreposto português de São Jorge da Mina, e, em 1641, organizaram a tomada de Luanda e Benguela em Angola.
Argumenta-se que a sobrevivência das primeiras engenhocas, o plantio de cana-de-açúcar, do algodão, do café e do fumo foram os elementos decisivos para que a metrópole enviasse, para o Brasil os primeiros escravos africanos, vindos de diversas partes da África, trazendo, consigo, seus hábitos, costumes, música, dança, culinária, língua, mitos, ritos e a religião, que se infiltrou no povo, formando, ao lado da religião católica, as duas maiores religiões do Brasil.
As listas dos resgates de cativos escravizados e libertados durante o reinado de D. João V revelam que até brasileiros chegaram a ser capturados e vendidos no mercado africano.

O tráfico de escravos para o Brasil não era exclusivo de comerciantes brancos europeus e brasileiros, mas era uma actividade em que os pumbeiros, que eram mestiços, negros livres e também ex-escravos, não só se dedicavam ao tráfico de escravos como controlavam o comércio costeiro – no caso de Angola, também parte do comércio interior –, para além de fazerem o papel de mediadores culturais no comércio de escravos da África Atlântica. Refira-se Francisco Félix de Sousa, alforriado aos 17 anos, considerado o maior traficante de escravos brasileiro.

## Legalização da escravatura
A coroa portuguesa autorizou a escravatura com a bênção papal, documentada nas bulas de Nicolau V Dum diversos e Divino Amorecommuniti, ambas de 1452, que autorizavam os portugueses a reduzirem os africanos à condição de escravos com o intuito de os cristianizar. A regulamentação da escravatura já constava nas ordenações manuelinas: a adopção da escravatura vinha, assim, tentar ultrapassar a grande falta de mão de obra, que também se verificava por toda a Europa devido à recorrência de epidemias, muitas delas provenientes da África e do Oriente. Até a primeira metade do século XV, a população portuguesa apresentou queda demográfica constante.
Quanto aos governos africanos, quer fossem de religião muçulmana ou de outras religiões nativas, já praticavam a escravatura muito antes de os europeus se iniciarem no tráfico. Diversas nações africanas tinham as suas economias dependentes do tráfico de escravos e viam o comércio de escravos com os europeus como mais uma oportunidade de negócio  (ver: Escravidão em África).
Por alvará de 29 de março de 1559, dona Catarina de Áustria, regente de Portugal, autorizou cada senhor de engenho do Brasil, mediante certidão passada pelo governador-geral, a importar até 120 escravos.[carece de fontes?]

## Resistência
Entre 1817 e 1818 a embarcação "São Pedro Águia", propriedade do negociante maranhense Caetano José Teixeira, viajou do Rio de Janeiro para Angola, sob o comando do capitão Teodósio da Costa, a fim de recolher escravos, seguindo para o Maranhão em outubro de 1819. Durante a viagem os escravos revoltaram-se, matando quase todos os brancos, ficando vivos somente dois pilotos e alguns marinheiros. O navio acabaria por ser dominado por uma escuna espanhola, tendo morrido cerca de trezentos escravos. A embarcação voltou depois a Angola para recolher mais escravos, seguindo depois para o Maranhão.

## Como os africanos se tornavam escravos
Quando os portugueses chegaram a África, encontraram um mercado africano de escravos largamente implementado e bastante extenso.
Os africanos eram escravizados por diversos motivos antes de serem adquiridos:[carece de fontes?]
- por serem prisioneiros de guerra;
- penhora: as pessoas eram penhoradas como garantia para o pagamento de dívidas;
- rapto individual ou de um pequeno grupo de pessoas no ataque a pequenas vilas;
- troca de um membro da comunidade por comida;
- como pagamento de tributo a outro chefe tribal.[14]

Ainda quando estavam em África, estima-se que a taxa de mortalidade dos africanos no percurso que faziam desde o local em que eram capturados pelos mercadores de escravos locais até ao litoral onde eram vendidos aos europeus era superior à que ocorria durante a travessia do Atlântico. Durante a travessia, a taxa de mortalidade, embora menor do que em terra, até o final do século XVIII se manteve assustadora, com maior ou menor incidência dependendo das epidemias, das rebeliões e suicídios levados a cabo pelos escravizados, das condições existentes a bordo, bem como do humor do capitão e tripulação de cada navio negreiro.